# لئون شاهونی
لئون شاهونی (ارمنی: Լևոն Շահունի؛ زادهٔ ۱۹۰۷ - درگذشته ۱۹۷۸) یک شاعر ارمنی‌تبار اهل ایران بود.

## زندگی‌نامه
وی با نام اصلی لئون شاهویان (ارمنی: Լևոն Շահոյեան) در ۱۹۰۷ در روستای هفتوان به دنیا آمد تحصیلات ابتدایی را در مدرسه کشیشی زادگاهش فراگرفت و در ۱۹۱۸ مدرسه میسیونرهای آمریکایی پاکوپای فارغ‌التحصیل شد. اولین اشعارش ماهنامه «هایستانی کوچناک» به چاپ رسید.  وی در ۱۹۷۸ در سن ۷۱ سالگی در فرزنو درگذشت.